# Bandera de La Paz
La bandera de La Paz (también denominada como bandera paceña), es el símbolo de la ciudad de La Paz y el departamento de La Paz; fue creada por los revolucionarios del 16 de julio de 1809 y difundida por el prócer José Miguel Lanza durante la guerra de la Independencia. Consta de dos franjas horizontales de igual anchura y dimensiones, siendo la franja superior de color rojo punzó y la franja inferior de color verde esmeralda.

## Significado
El símbolo paceño posee los colores rojo punzó que significa la sangre derramada por los héroes paceños por la libertad; el verde esmeralda significa la riqueza vegetal, la gloria y la unión que fue creada por los protomártires de la Revolución del 16 de julio.

## Historia

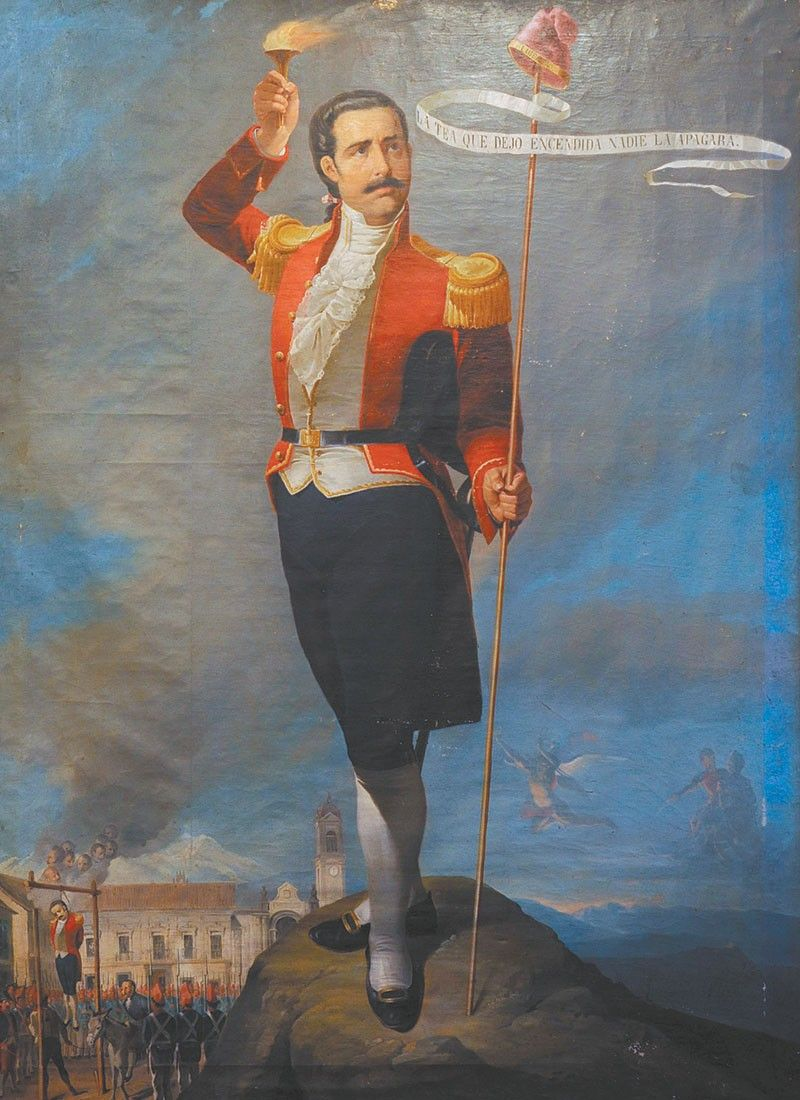
Pedro Murillo, en la Revolución de 1809.

Fue creada por los patriotas revolucionarios del 16 de julio de 1809 y difundida por el prócer José Miguel Lanza durante la guerra de la Independencia, cuando era presidente de la Republiqueta de Inquisivi y Ayopaya. El 28 de enero de 1825, el Coronel Lanza, luego de poner en fuga al General Pedro Olañeta ingresó a La Paz bajo la bandera rojo punzó y verde esmeralda con sus ejércitos y mil guerrilleros más, donde el 29 de enero, a los 15 años de la ejecución de los Protomártires, se proclamó la independencia y lo nombró su primer presidente, ocho días antes que llegara al Alto Perú el Mariscal Antonio José de Sucre.

“Nuestra bandera es no solamente de los paceños, sino es la primera bandera boliviana, con la cual se constituyó nuestra república independiente”
Luis Revilla, alcalde de la ciudad de La Paz

En 2006, mediante Resolución del Honorable Consejo Departamental de La Paz, mediante el decreto prefectural 152/87, durante la gestión de Ángel Gómez en conmemoración al primer enarbolamiento de la bandera revolucionaria de La Paz y sus provincias, por el protomártir Manuel Victorio García Lanza, con sus colores rojo punzó y verde esmeralda, declaró como oficiales los colores de la bandera paceña.
Y el 2008, por resolución, el Honorable Consejo Departamental de La Paz, por resolución 0123/2008, resolvió declarar el día 31 de julio como día de la bandera paceña, en justo homenaje a los colores de la enseña departamental, que fue creada en julio de 1809, cuando los protomártires de la Revolución la enarbolaron antes de la creación de la Republiqueta de Inquisivi y Ayopaya. Asimismo mediante el decreto departamental N° 36 se decreta el “Himno a la Bandera de La Paz”, compuesto por David Martín Quispe y Luis Ayllón Mariscal que consta de seis estrofas y un coro.

## Bandera de las naciones y pueblos indígena originario campesinos de tierras bajas del Departamento de La Paz
El 20 de noviembre de 2018, la Asamblea Departamental de La Paz, crea una variante de la bandera con el nombre de «Bandera de las naciones y pueblos indígena originario campesinos de tierras bajas del Departamento de La Paz», esta es de color blanco con bordes de color verde. Instaurándose el 15 de agosto como el día en homenaje a la bandera.

Artículo 1. La presente Ley tiene por objeto la creación de la Bandera de las naciones y pueblos indígena originario campesinos de tierras bajas del departamento de La Paz, la misma formará parte de los símbolos del departamento, en justo reconocimiento a la lucha histórica e integración de los mismos.
Artículo 3. La presente Ley se aplica a todas las instituciones públicas, privadas, naciones y pueblos indígena originario campesinos de tierras bajas; y otras organizaciones e instituciones públicas y privadas que se identifican con este símbolo en el departamento de La Paz.
Artículo 4. La Bandera establece su fondo de color blanco con bordes de color verde, que representa el modo pacífico de convivencia de estos pueblos, así como su forma de encarar las luchas y reivindicatorías; en el centro con una orientación de arriba hacia abajo, en sentido diagonal de 90° de inclinación ocupando dos cuartos en la línea diagonal principal contiene impresa la FLOR DEL PATUJÚ con todos sus colores naturales que representa la vivencia armónica de las naciones y pueblos indígena originario campesinos de tierras bajas con la madre naturaleza.
Ley Departamental Nº 167